# Oreophryne rookmaakeri
Oreophryne rookmaakeri är en groddjursart som beskrevs av Mertens 1927. Oreophryne rookmaakeri ingår i släktet Oreophryne och familjen Microhylidae. IUCN kategoriserar arten globalt som otillräckligt studerad. Inga underarter finns listade i Catalogue of Life.